# Нуридин Хамрокулов
Нуридин Ахатович Хамрокулов (на персийски: نورالدین احمدویچ هامروکولوف, роден на 25 октомври 1999) е таджикски професионален футболист, защитник и състезател на Таджикистанския национален отбор по футбол. Футболист на местния Регар-ТадАЗ. 
Дебютът си за Таджикистан прави на 24 май 2021 година в Басра срещу Ирак като сменя в 59 минута Парвизджон Умарбаев.
Участник в Купата на Азия 2023. Автор на решаващия втори гол за 2:1 срещу Ливан.

## Успехи
Таджикистан
- Купа на Краля на Тайланд:
  - Носител (1): 2022

- Турнир Мердека:
  - Носител (1): 2023